# Meisneria cordata
Meisneria cordata là một loài thực vật có hoa trong họ Mua. Loài này được (Pohl ex DC.) Triana mô tả khoa học đầu tiên năm 1871.